# Њуарк (Охајо)
Њуарк (енгл. Newark) град је у америчкој савезној држави Охајо.

## Демографија
По попису из 2010. године број становника је 47.573, што је 1.294 (2,8%) становника више него 2000. године.
| Група             | 2000.          | 2010.          |
| Белци             | 43.312 (93,6%) | 43.811 (92,1%) |
| Афроамериканци    | 1.435 (3,1%)   | 1.575 (3,3%)   |
| Азијати           | 278 (0,6%)     | 279 (0,6%)     |
| Хиспаноамериканци | 390 (0,8%)     | 570 (1,2%)     |
| Укупно            | 46.279         | 47.573         |